# Bumblebee (film)
Bumblebee är en amerikansk science fiction-actionfilm som handlar om Transformers-karaktären med samma namn. Det är den sjätte delen av filmserien Transformers och en prequel till Transformers från 2007. Filmen är regisserad av Travis Knight och skriven av Christina Hodson och Kelly Fremon Craig, och karaktärerna spelas av Hailee Steinfeld, John Cena, Jorge Lendeborg Jr., John Ortiz, Jason Drucker och Pamela Adlon. Det är också den första Transformers-filmen som inte regisserades av Michael Bay, men som fortfarande arbetade som producent.
Filminspelningen började den 31 juli 2017 i Los Angeles och San Francisco i Kalifornien. Bumblebee hade biopremiär i USA den 21 december 2018, och i Sverige den 4 januari 2019.
Transformersfiguren Bumblebee är dessemellan formad som en Volkswagen Typ 1 och fungerar också då som en sådan.

## Rollista (i urval)

### Människor
- Hailee Steinfeld − Charlie Watson
- John Cena − Burns
- Jorge Lendeborg Jr. − Memo
- John Ortiz − Powell
- Jason Drucker − Otis Watson
- Pamela Adlon − Charlies mamma
- Gracie Dzienny – Tina Lark
- Ricardo Hoyos – Tripp Summers
- Stephen Schneider – Ron
- Len Cariou – uncle Hank
- Glynn Turman – general Whalen
- Lenny Jacobson – Roy
- Megyn Price – Amber

### Transformers

#### Autobots
- Dylan O'Brien – Bumblebee
- Peter Cullen − Optimus Prime[9]
- Grey DeLisle – Arcee
- Steve Blum – Wheeljack
- Andrew Morgado – Cliffjumper
- Kirk Baily – Brawn
- Dennis Singletary – Ratchet

#### Decepticons
- Angela Bassett − Shatter[10]
- Justin Theroux − Dropkick[10]
- David Sobolov − Blitzwing[11][12]
- Jon Bailey – Shockwave/Soundwave[13]